# Sventramento

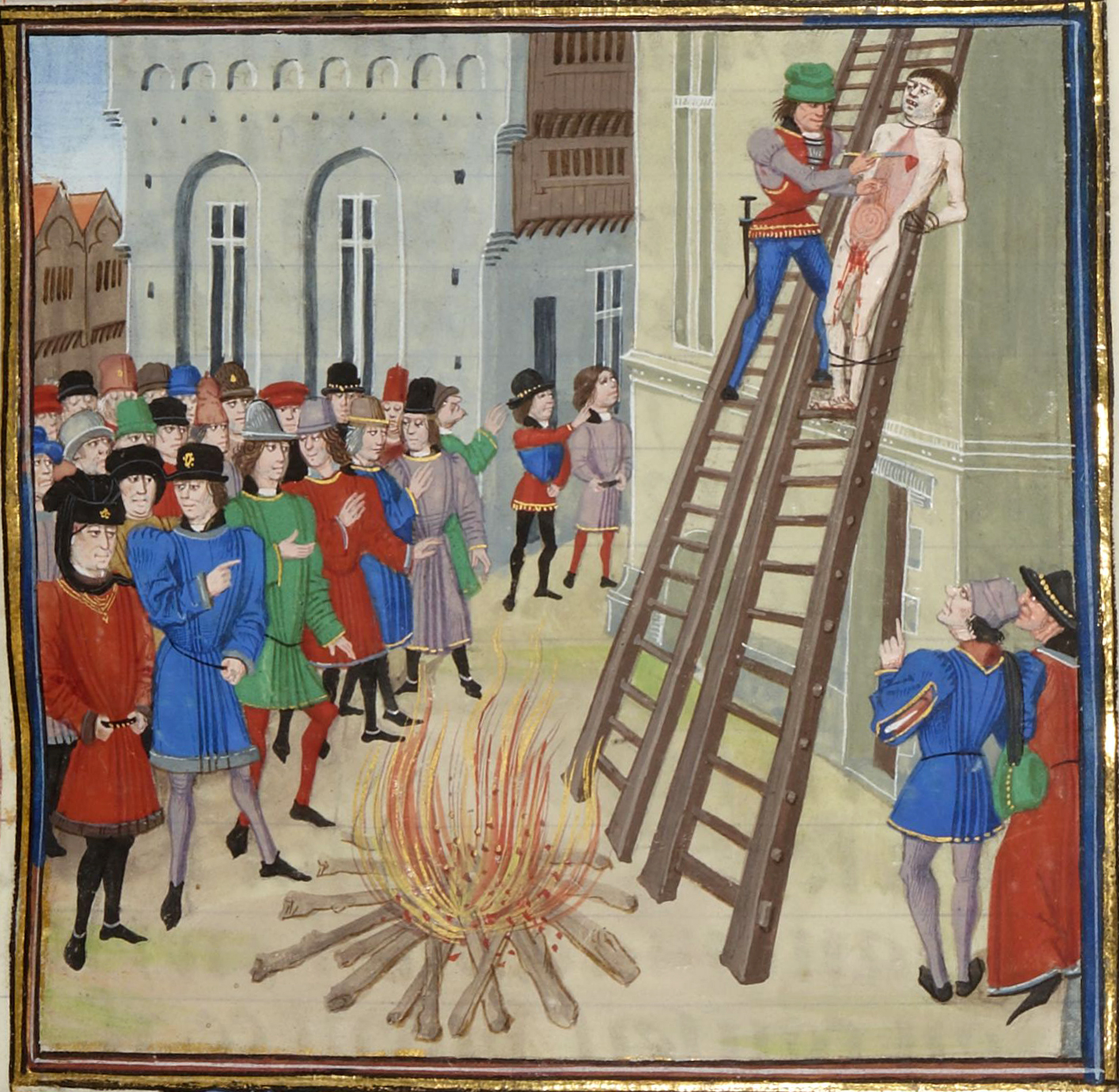
L'esecuzione di Ugo Despenser il giovane, da un manoscritto di Froissart

Lo sventramento è l'atto della rimozione degli organi interni dall'addome. È stato utilizzato come forma estrema di pena capitale e per tortura per gravi crimini. Gli ultimi organi ad essere eviscerati, al fine di tenere in vita il condannato e protrarne la tortura, erano cuore e polmoni.
La pratica è stata attuata fin dai tempi più remoti da numerose culture, sebbene con metodiche che potevano variare da regione a regione. Come metodo d'esecuzione fu praticato a Roma e nell'antica Grecia.
In Giappone, il Seppuku era un rituale per il suicidio in uso tra i samurai praticata come espiazione di una colpa commessa o come mezzo per sfuggire ad una morte disonorevole.
Nell'Inghilterra medioevale lo sventramento faceva parte dell'esecuzione capitale per impiccagione, sventramento e squartamento.